# Theridion humboldti
Theridion humboldti är en spindelart som beskrevs av Claude Lévi 1967. Theridion humboldti ingår i släktet Theridion och familjen klotspindlar.
Artens utbredningsområde är Peru. Inga underarter finns listade i Catalogue of Life.